# Svemirski kauboji
Svemirski kauboji (engl. Space Cowboys) je znanstvenofantastična,pustolovna komedija iz 2000. godine čiji je redatelj Clint Eastwood. Uz režiju i glumu, Clint je skladao i veći dio glazbe za film.

Film započinje 1998. godine kada zastarjeli sovjetski satelit IKON prijeti padom iz orbite na Zemlju.Ruski general Vostov (Rade Šerbedžija) moli NASA-u da mu pomogne u popravku. Šef NASA-e Bob Gerson (James Cromwell) pristaje, a u pomoć zove umirovljenog pilota zrakoplovstva i inženjera Franka Corvina(Eastwood). On prihvaća ali samo pod uvjetom da akcijom rukovode članovi njegove bivše ekipe Dedal. To su Jerry O'Neill (Donald Sutherland), ženskar koji izrađuje rollercoastere, zaprašivač usjeva William "Hawk" Hawkins( Tommy Lee Jones), i vlč. Tenk Sullivan(James Garner), sada baptistički svećenik i obiteljski čovjek.

Gerson, usprkos animozitetu između njega i Corvina (dugom 40 godina, od osnivanja Nase, kada je zamijenio Corvina čimpanzom) i pod pritiskom potpredsjednika SAD-a šalje ekipu u svemir nakon jednomjesečne obuke.Na liječničkom pregledu ustanovljava se da Hawkins ima rak gušterače i još samo 8 mjeseci života, a da Jerry ima ozbiljnih problema s vidom.
Ipak, Frank ih obojicu vodi u svemir, zajedno s još dvojicom pilota koji su zamjena.

U svemiru piloti otkrivaju da je satelit zapravo opasna relikvija iz Hladnog rata, naoružan nuklearnim projektilima, usmjerenih na šest gradova diljem SAD-a.Jedan od pilota ga greškom aktivira, a sudar koji je uslijedio teško je oštetio Space Shuttle.
Corvin pokušava maknuti satelit iz Zemljine orbite. To je samoubilačka misija, a Hawk je dobrovoljac jer je najbolji pilot i jer ionako umire.

Nakon Hawkova odlaska s projektilima, počinje akcija povratka na Zemlju. Frank sjeda u pilotsku sjedalicu i usprkos svim oštećenjima uspijeva sletjeti. Jerry i Tenk odbili su napustiti shuttle, a dvojica ozlijeđenih pilota su uspješno prizemljila.
Film završava scenom Corvina i njegove žene koji kraj fontane gledaju na Mjesec gdje je Hawk sletio i gleda na Zemlju. Odjavna špica je popraćena pjesmom "Fly me to the Moon" čiji je autor Frank Sinatra.
Snimljen za 65 milijuna dolara, zaradio je 130 milijuna.